# Валлиснерия спиральная
Валлисне́рия спира́льная (лат. Vallisnéria spirális) — водное растение; типовой вид рода Валлиснерия.

## Ботаническое описание
Корневище ползучее.
Листья собраны в розетку. Листья линейные, до 80 см длиной и 12 мм шириной, по краям кверху мелкопильчатые, на конце тупые.
Тычиночные цветки на коротких цветоножках в густых пучках, отрываются от материнского растения во время цветения и всплывают на поверхность водоёма, где и происходит опыление. Пестичные цветки одиночные, на очень длинных, спирально-скрученных цветоножках.:296

## Распространение и среда обитания
Валлиснерия спиральная распространена в палеотропической и неотропической областях Старого и Нового Света.
В России нередко встречается в европейской части — в Причерноморье, на Нижней Волге и в Предкавказье. На Дальнем Востоке растёт на озере Хапово.:296
Гидрофит. Произрастает на дне неглубоких водоёмов со стоячей и проточной водой; не идёт глубже 1 м и образует иногда густые заросли.:296